# Corpo di Polizia Repubblicana
Il Corpo di Polizia Repubblicana è stato un corpo di polizia della Repubblica Sociale Italiana.

## Storia
Il Corpo di Polizia Repubblicana venne istituito il 20 novembre 1943, come parte delle Forze Armate, nel territorio della Repubblica Sociale Italiana (RSI). Qui i compiti di pubblica sicurezza furono assicurati appunto dal Corpo di Polizia Repubblicana e dalla Guardia Nazionale Repubblicana (GNR), costituita dai disciolti Reali Carabinieri, dalla Polizia dell'Africa Italiana (PAI) (che svolse servizio unicamente a Roma per tutto il periodo dell'occupazione tedesca) e dalla disciolta Milizia Volontaria per la Sicurezza Nazionale (MVSN). Il Corpo di Polizia Repubblicana, invece, assorbì i funzionari civili del dipartimento di pubblica sicurezza del Ministero dell'Interno e gli appartenenti al disciolto (nel territorio della RSI) Corpo degli Agenti di Pubblica Sicurezza.
L'organizzazione della polizia repubblicana anticipò in parte la Polizia di Stato fondata nel 1981, in quanto essa divenne un organo mono-componente ed unificato, a differenza dell'ordinamento vigente nel Regno del Sud, dove la polizia continuò ad essere composta dai funzionari civili del Ministero dell'Interno e dal Regio Corpo degli Agenti di Pubblica Sicurezza.
Alla fine della guerra venne riassorbito dal Corpo degli Agenti di Pubblica Sicurezza.

## Struttura e organizzazione
Il Corpo di Polizia Repubblicana contava circa 20.000 uomini, dislocati prevalentemente nelle città capoluogo di provincia, organizzati su 10 ispettorati regionali e 66 questure, due scuole di specializzazione - una per agenti e una per ufficiali, entrambe a Padova -, nuclei di scorta distaccati presso i vari ministeri, inclusa la squadra presidenziale addetta alla sicurezza del Capo del Governo più reparti operativi mobili per assolvere alle funzioni antiguerriglia e di controllo del territorio.
I reparti antiguerriglia, raggruppati nelle forze di polizia, sempre dipendenti dal Ministero dell'Interno, consistevano in:
- 6 battaglioni organizzati secondo l'organico militare;
- Legione Autonoma Mobile Ettore Muti, comandata dal colonnello Francesco Colombo;
- Legione Arditi di Pubblica Sicurezza "Pietro Caruso", comandata dal tenente colonnello Pietro Caruso.

Le questure disponevano ognuna di un'unità strutturata militarmente corrispondente ad una compagnia con compiti di ordine pubblico, allo stesso modo ognuno dei dieci ispettorati disponeva di un'analoga unità.

### Uniformi
Con il nuovo regolamento cambiarono le uniforme ed i fregi della Polizia Repubblicana; in un primo momento si continuavano a portare le vecchie uniformi, in seguito furono adottate le nuove uniformi e i nuovi fregi con i nuovi regolamenti.
Gli ufficiali avevano i distintivi di grado sulle controspalline, simili per forma a quelli della M.V.S.N., ma la denominazione di grado era quella dell'Esercito.
Sul fronte del berretto era ricamata un'aquila repubblicana ricamata dorata per gli ufficiali con panno grigioverde, cremisi o rosso, il soggolo di colore nero per tutti gli ufficiali inferiori e superiori con incarichi di comando - successivamente la normativa prevedeva l'uso della busta con visiera (grigioverde, cachi e nera); era previsto anche l'uso dell'elmetto anche se in tanti usarono gli elmetti cecoslovacchi.
Al petto (sopra il taschino destro) era portato un fregio ricamato dorato da petto, raffigurante un’aquila con le ali spiegate su panno cremisi, che teneva un fascio repubblicano tra gli artigli.
Sopra l’aquila vi era il monogramma P.R. (Polizia Repubblicana).
Le mostrine erano in panno cremisi su di esse c'era inizialmente un fascetto repubblicano, successivamente fu sostituito da un serto circolare di foglie di quercia e un fascio littorio, in luogo del gladio, in quanto la polizia dipendeva dal Ministero dell'Interno.
I battaglioni e i corpi speciali avevano invece un teschietto argento con un pugnale tra i denti sulla mostrina.

### Reparti autonomi speciali
Formazioni autonome speciali aventi compiti investigativi, informativi e repressivi furono costituite sotto la RSI. Fra queste sono da annoverarsi ad esempio: il Reparto Speciale di Polizia Repubblicana, altrimenti noto come "Banda Koch", al comando del tenente Pietro Koch e il Reparto Servizi Speciali, detto "Banda Carità", guidato dal maggiore Mario Carità. Queste unità, in stretta relazione con le Forze Armate germaniche (Wehrmacht o SS) erano solo nominalmente inquadrate nel Corpo, e godevano di ampia indipendenza operativa.

## Attività
L'attività di Pubblica Sicurezza nella R.S.I. non ebbe uno svolgimento ed una omogenea applicazione sotto il profilo istituzionale e d'azione. Molto influirono a creare questa situazione le interferenze tedesche con i relativi abusi di potere di autorità politiche (particolarmente i comandi SS).
A livello generale, l'attività di Polizia ebbe un andamento tiepido e cauto, pur non raggiungendo l'ostruzionismo generalizzato della Guardia di Finanza, oppure la complicità con la resistenza dei Carabinieri.

## Capi del Corpo di Polizia Repubblicana
- Tullio Tamburini, dal 1º ottobre 1943 all'aprile 1944;
- Eugenio Cerruti, dall'aprile 1944 al 5 ottobre 1944;
- Renzo Montagna, dal 6 ottobre 1944 al 25 aprile 1945.